# ایمان روغنی
ایمان روغنی (زادهٔ ۱۹ دی ۱۳۶۵ در تهران) دوندهٔ سابق تیم دو و میدانی باشگاه نفت و تیم ملی ایران بود.
وی سابقهٔ عضویت در باشگاه سایپا، دانشگاه آزاد، پیکان، نفت تهران، تیم ملی ایران را در کارنامه خود دارد.
ایمان روغنی قهرمان نوجوانان ایران در سال ۱۳۸۱ در ماده‌های ۱۰۰متر و ۲۰۰متر است. وی همچنین رکورد دار سابق دوی ۲۰۰متر ایران است و رکورد دار سابق دو ۴ در ۱۰۰ متر امدادی و دو ۴ در ۴۰۰ متر امدادی (داخل سالن) نیز هست.

## مربیگری
وی پس از شهریور سال ۱۳۹۵ دو و میدانی را کنار گذاشت و به مربیگری مشغول شد او اکنون مربی یک باشگاه خصوصی است.
او همسر و مربی سپیده توکلی است.

## رکوردهای مسابقات فضا باز
| نوع مسابقه                            | عملکرد | مکان    | تاریخ     | رکوردها |
| ------------------------------------- | ------ | ------- | --------- | ------- |
| ۱۰۰متر                                | ۱۰٫۶۷  | بوداپست | ژوئن ۲۰۱۰ | ۹۸۶     |
| ۲۰۰متر                                | ۲۱٫۱۵  | تهران   | JUL 2009  | ۱۰۴۶    |
| 4{\displaystyle \times }۱۰۰متر امدادی | ۴۰٫۷۵  | بوداپست | ژوئن ۲۰۱۰ | ۱۰۲۱    |

وی همچنین مدال طلای ۱۰۰متر مسابقات بین‌المللی در کشور مجارستان در سال ۲۰۰۹ و مدال نقره قزاقستان در دوی ۲۰۰ متر در سال ۲۰۰۶ را دارا است.

## رکوردهای مسابقات داخل سالن
| نوع مسابقه                            | عملکرد  | مکان   | تاریخ       | رکوردها |
| ------------------------------------- | ------- | ------ | ----------- | ------- |
| ۶۰متر                                 | ۶٫۸۴    | ماکائو | اکتبر ۲۰۰۷  | ۱۰۲۲    |
| 4{\displaystyle \times }۴۰۰متر امدادی | ۳:۱۳٫۱۸ | ماکائو | نوامبر ۲۰۰۷ | ۱۰۵۴    |

## افتخارات
- رکورد سابق دوی ۲۰۰متر ایران
- رکورد سابق ۴*۱۰۰متر امدادی ایران
- رکورد سابق دوی ۴*۴۰۰متر امدادی داخل سالن
- مدال طلای دوی ۱۰۰ متر مسابقات بین‌المللی مجارستان در سال ۲۰۰۹
- مدال نقره قزاقستان در دوی ۲۰۰ متر در سال ۲۰۰۶
- قهرمانان نوجوانان ایران در سال ۱۳۸۱ در ماده‌های ۱۰۰ متر و ۲۰۰ متر
- رکورد ۶۰ متر داخل سالن در سال ۲۰۰۷